# Syzygium erythrodoxum
Syzygium erythrodoxum là một loài thực vật có hoa trong Họ Đào kim nương. Loài này được (S.Moore) B.Hyland miêu tả khoa học đầu tiên năm 1983.